# Blackwall Tunnel
Blackwall Tunnel – podwójny tunel drogowy przebiegający pod Tamizą we wschodnim Londynie, łączący gminę Tower Hamlets na północy z Greenwich na południu. Przez tunel przebiega droga A102. Tunel jest kluczową arterią przecinającą rzekę, zapewniającą łączność pomiędzy północno-wschodnimi i południowo-wschodnimi dzielnicami brytyjskiej stolicy.

## Historia
Zachodni tunel został oddany do użytku 22 maja 1897 roku, będąc w dniu otwarcia najdłuższym tunelem przebiegającym pod rzeką na świecie. Jego budowa trwała sześć lat i kosztowała 1,4 mln funtów. W związku z budową wyburzone zostały budynki mieszkalne, a 641 mieszkańców zostało przesiedlonych do nowo wybudowanych mieszkań.
Zwiększające się natężenie ruchu spowodowało rozpoczęcie w 1960 roku budowy drugiego, wschodniego tunelu. Jego otwarcie nastąpiło 2 sierpnia 1967 roku. Koszt budowy wyniósł około 9 mln funtów.
Do 1963 roku Blackwall Tunnel stanowił najbliżej ujścia położoną stałą przeprawę przez Tamizę. Wtedy to otwarto znajdujący się ok. 19 km na wschód Dartford Tunnel (obecnie część zespołu tunelowo-mostowego Dartford Crossing).
Od 7 kwietnia 2025 roku za przejazd tunelem pobierane jest myto. Wprowadzone zostało wraz z otwarciem pobliskiego tunelu Silvertown Tunnel, również płatnego, mającego odciążyć Blackwall Tunnel oraz stanowić alternatywę dla niego, gdy ten jest zamknięty dla ruchu.

## Opis
Długość tunelu zachodniego wynosi 1350 m, wschodniego – 1174 m. Ruch w obu tunelach odbywa się na dwupasmowej, jednokierunkowej jezdni (w tunelu zachodnim na północ, we wschodnim na południe). Korzystać z nich mogą jedynie pojazdy silnikowe. Obowiązują ograniczenia wysokości pojazdów (4,0 m w tunelu zachodnim i 4,7 m we wschodnim) oraz dotyczące przewozu materiałów niebezpiecznych. Do 1969 roku z tunelu zachodniego mogli korzystać piesi.
Zarządcą Blackwall Tunnel jest Transport for London. Z każdego z tuneli korzysta dziennie około 50 000 pojazdów (18 250 000 rocznie). W tunelu dochodzi do licznych incydentów, wymagających jego czasowego zamknięcia, spowodowanych m.in. awariami przejeżdżających nim samochodów oraz kierowców samochodów ciężarowych o wysokości przekraczającej limit, którzy mimo stosownego oznakowania tunelu, próbują z niego korzystać (w okresie od stycznia do września 2012 liczba incydentów wahała się pomiędzy 93 a 144 miesięcznie).
Najbliższymi alternatywnymi trasami dla samochodów przemierzających rzekę są położony na wschód, w bezpośrednim sąsiedztwie Silvertown Tunnel (otwarty w 2025 roku) oraz znajdujący się około 3 km na zachód Rotherhithe Tunnel.